# Wallace (Kansas)
Wallace – miasto w Stanach Zjednoczonych, w stanie Kansas, w hrabstwie Wallace.